# Mario Vrančić
Mario Vrančić (Slavonski Brod, Brod-Posavina, RFS Yugoslavia, 23 de mayo de 1989) es un futbolista germano-bosnio que juega de centrocampista en el Eintracht Fráncfort II de la Regionalliga Südwest.

## Trayectoria

### Alemania
Vrančić comenzó su carrera profesional en el Maguncia 05, jugando mayoritariamente en el equipo reserva. En 2009 se fue a préstamo al Rot Weiss Ahlen. Dos años después se unió al Borussia Dortmund II.
Fichó por el Paderborn 07 el año siguiente, club que dejó en 2015 para unirse al Darmstadt 98.

### Inglaterra
El 8 de junio de 2017 fichó por el Norwich City por tres años. Debutó en el club inglés el 5 de agosto contra el Fulham. Anotó una tripleta en la EFL Cup contra el Brentford.
En la temporada 2018-19 anotó el segundo gol en la victoria por 2-1 sobre el Blackburn Rovers, asegurando el título de la EFL Championship y el regreso del club a la Premier League.
Abandonó el club tras cuatro temporadas y, entonces, decidió seguir en Inglaterra tras firmar con el Stoke City F. C. por un año.

## Selección nacional
Vrančić ha representado a Alemania en varias categorías inferiores. Fue parte del plantel que ganó el Campeonato Europeo de la UEFA Sub-19 2008.
En agosto de 2015 la FIFA autorizó al jugador para representar a Bosnia y Herzegovina. Debutó el 6 de septiembre contra Andorra en la clasificación para la Eurocopa 2016.

## Vida personal
Mario es el hermano menor de Damir Vrančić, también futbolista profesional. Mario además tiene la ciudadanía alemana.

## Estadísticas

### Clubes
Actualizado al último partido disputado el 10 de mayo de 2025.
| Club                                | Div.          | Temporada     | Liga  | Liga  | Copas nacionales | Copas nacionales | Copas internacionales | Copas internacionales | Total | Total |
| Club                                | Div.          | Temporada     | Part. | Goles | Part.            | Goles            | Part.                 | Goles                 | Part. | Goles |
| ----------------------------------- | ------------- | ------------- | ----- | ----- | ---------------- | ---------------- | --------------------- | --------------------- | ----- | ----- |
| 1. FSV Maguncia 05 II · Alemania    | 5.ª           | 2006-07       | 1     | 1     | ―                | ―                | ―                     | ―                     | 1     | 1     |
| 1. FSV Maguncia 05 · Alemania       | 1.ª           | 2006-07       | 1     | 0     | 0                | 0                | ―                     | ―                     | 1     | 0     |
| 1. FSV Maguncia 05 II · Alemania    | 5.ª           | 2007-08       | 13    | 9     | ―                | ―                | ―                     | ―                     | 13    | 9     |
| 1. FSV Maguncia 05 · Alemania       | 2.ª           | 2007-08       | 5     | 0     | 1                | 0                | ―                     | ―                     | 6     | 0     |
| 1. FSV Maguncia 05 II · Alemania    | 4.ª           | 2008-09       | 19    | 7     | ―                | ―                | ―                     | ―                     | 19    | 7     |
| 1. FSV Maguncia 05 · Alemania       | 2.ª           | 2008-09       | 3     | 0     | 0                | 0                | ―                     | ―                     | 3     | 0     |
| 1. FSV Maguncia 05 · Alemania       | Total club    | Total club    | 9     | 0     | 1                | 0                | 0                     | 0                     | 10    | 0     |
| Rot Weiss Ahlen · Alemania          | 2.ª           | 2009-10       | 12    | 0     | 0                | 0                | ―                     | ―                     | 12    | 0     |
| Rot Weiss Ahlen · Alemania          | Total club    | Total club    | 12    | 0     | 0                | 0                | 0                     | 0                     | 12    | 0     |
| 1. FSV Maguncia 05 II · Alemania    | 4.ª           | 2010-11       | 12    | 0     | ―                | ―                | ―                     | ―                     | 12    | 0     |
| 1. FSV Maguncia 05 II · Alemania    | Total club    | Total club    | 45    | 17    | 0                | 0                | 0                     | 0                     | 45    | 17    |
| Borussia Dortmund II · Alemania     | 4.ª           | 2010-11       | 15    | 2     | ―                | ―                | ―                     | ―                     | 15    | 2     |
| Borussia Dortmund II · Alemania     | 4.ª           | 2011-12       | 32    | 14    | ―                | ―                | ―                     | ―                     | 32    | 14    |
| Borussia Dortmund II · Alemania     | Total club    | Total club    | 47    | 16    | 0                | 0                | 0                     | 0                     | 47    | 16    |
| S. C. Paderborn 07 · Alemania       | 2.ª           | 2012-13       | 33    | 5     | 1                | 0                | ―                     | ―                     | 34    | 5     |
| S. C. Paderborn 07 · Alemania       | 2.ª           | 2013-14       | 30    | 5     | 1                | 0                | ―                     | ―                     | 31    | 5     |
| S. C. Paderborn 07 · Alemania       | 1.ª           | 2014-15       | 30    | 2     | 1                | 0                | ―                     | ―                     | 31    | 2     |
| S. C. Paderborn 07 · Alemania       | Total club    | Total club    | 93    | 12    | 3                | 0                | 0                     | 0                     | 96    | 12    |
| S. V. Darmstadt 98 · Alemania       | 1.ª           | 2015-16       | 22    | 2     | 3                | 0                | ―                     | ―                     | 25    | 2     |
| S. V. Darmstadt 98 · Alemania       | 1.ª           | 2016-17       | 23    | 4     | 2                | 0                | ―                     | ―                     | 25    | 4     |
| S. V. Darmstadt 98 · Alemania       | Total club    | Total club    | 45    | 6     | 5                | 0                | 0                     | 0                     | 50    | 6     |
| Norwich City F. C. Inglaterra       | 2.ª           | 2017-18       | 35    | 1     | 4                | 2                | ―                     | ―                     | 39    | 3     |
| Norwich City F. C. Inglaterra       | 2.ª           | 2018-19       | 36    | 10    | 2                | 0                | ―                     | ―                     | 38    | 10    |
| Norwich City F. C. Inglaterra       | 1.ª           | 2019-20       | 20    | 1     | 3                | 0                | ―                     | ―                     | 23    | 1     |
| Norwich City F. C. Inglaterra       | 2.ª           | 2020-21       | 32    | 3     | 2                | 0                | ―                     | ―                     | 34    | 3     |
| Norwich City F. C. Inglaterra       | Total club    | Total club    | 123   | 15    | 11               | 2                | 0                     | 0                     | 134   | 17    |
| Stoke City F. C. Inglaterra         | 2.ª           | 2021-22       | 30    | 3     | 5                | 0                | ―                     | ―                     | 35    | 3     |
| Stoke City F. C. Inglaterra         | Total club    | Total club    | 30    | 3     | 5                | 0                | 0                     | 0                     | 35    | 3     |
| H. N. K. Rijeka · Croacia           | 1.ª           | 2022-23       | 13    | 1     | 1                | 0                | 1                     | 0                     | 15    | 1     |
| H. N. K. Rijeka · Croacia           | Total club    | Total club    | 13    | 1     | 1                | 0                | 1                     | 0                     | 15    | 1     |
| F. K. Sarajevo Bosnia y Herzegovina | 1.ª           | 2022-23       | 14    | 1     | ―                | ―                | ―                     | ―                     | 14    | 1     |
| F. K. Sarajevo Bosnia y Herzegovina | 1.ª           | 2023-24       | 8     | 0     | 0                | 0                | 2                     | 0                     | 10    | 0     |
| F. K. Sarajevo Bosnia y Herzegovina | Total club    | Total club    | 22    | 1     | 0                | 0                | 2                     | 0                     | 24    | 1     |
| Eintracht Fráncfort II · Alemania   | 4.ª           | 2024-25       | 22    | 2     | ―                | ―                | ―                     | ―                     | 22    | 2     |
| Eintracht Fráncfort II · Alemania   | Total club    | Total club    | 22    | 2     | 0                | 0                | 0                     | 0                     | 22    | 2     |
| Total carrera                       | Total carrera | Total carrera | 461   | 73    | 26               | 2                | 3                     | 0                     | 490   | 75    |
| 1. 2.                               |               |               |       |       |                  |                  |                       |                       |       |       |

### Selección nacional
| Selección            | Temporada     | Encuentros | Encuentros |
| Selección            | Temporada     | Part.      | Goles      |
| -------------------- | ------------- | ---------- | ---------- |
| sub-17 · Alemania    | 2006          | 5          | 0          |
| sub-17 · Alemania    | Total         | 5          | 0          |
| sub-19 · Alemania    | 2007-2008     | 12         | 1          |
| sub-19 · Alemania    | Total         | 12         | 1          |
| sub-20 · Alemania    | 2008-2009     | 11         | 3          |
| sub-20 · Alemania    | Total         | 11         | 3          |
| Bosnia y Herzegovina |               |            |            |
| 2015                 | 1             | 0          |            |
| 2016                 | 3             | 0          |            |
| 2017                 | 2             | 0          |            |
| Total                | 6             | 0          |            |
| Total carrera        | Total carrera | 34         | 4          |

## Palmarés

### Títulos nacionales
| Título           | Club               | País       | Año     |
| ---------------- | ------------------ | ---------- | ------- |
| EFL Championship | Norwich City F. C. | Inglaterra | 2018-19 |

### Títulos internacionales
| Título                               | Club (*)        | País            | Año  |
| ------------------------------------ | --------------- | --------------- | ---- |
| Campeonato Europeo de la UEFA Sub-19 | Alemania sub-19 | República Checa | 2008 |

(*) Incluyendo la selección.